# Ri Yong-jik
Ri Yong-jik (kor:리영직; ur. 8 lutego 1991 w Osace) – północnokoreański piłkarz występujący na pozycji defensywnego pomocnika w japońskim zespole Iwate Grulla Morioka.